# Giorgio Gusmini

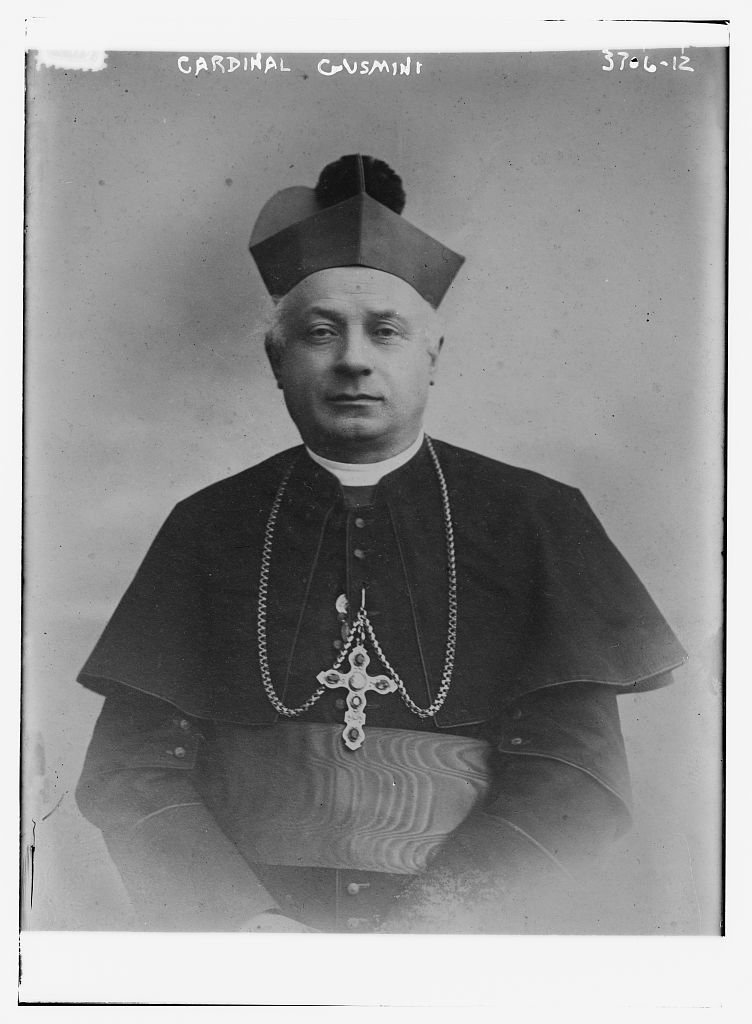
Giorgio Gusmini als Bischof von Foligno (1912)

Kardinalswappen

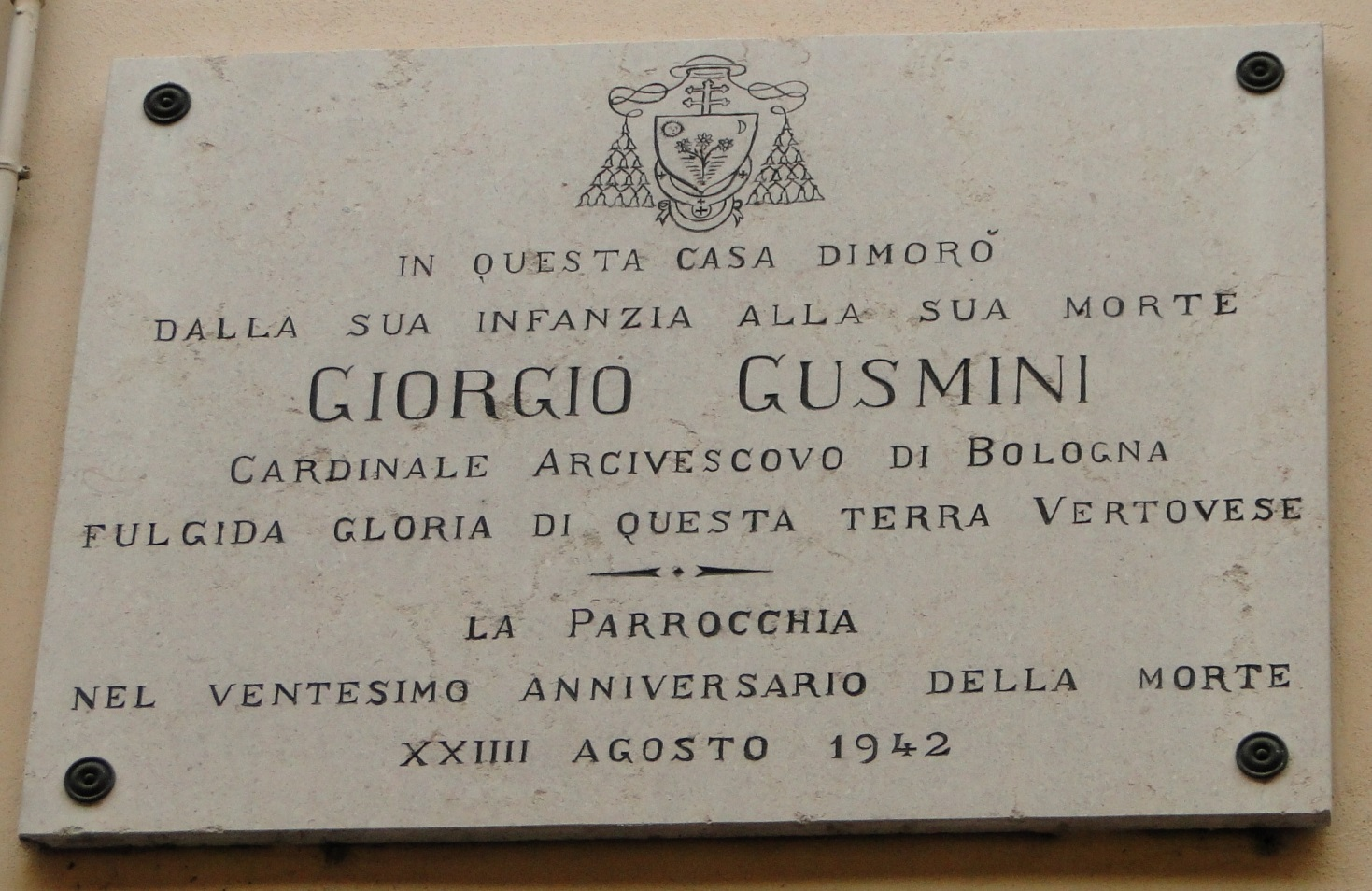
Gedenktafel an Kardinal Gusmini mit seinem Wappen

Giorgio Kardinal Gusmini (* 9. Dezember 1855 in Gazzaniga, Provinz Bergamo, Italien; † 24. August 1921 in Bologna) war Erzbischof von Bologna.

## Leben
Giorgio Gusmini studierte in Bergamo, Rom und Padua und promovierte in Katholischer Theologie, Philosophie und Literaturwissenschaft. Am 21. September 1878 empfing er das Sakrament der Priesterweihe. Von 1878 bis 1880 arbeitete er als Seelsorger im Bistum Bergamo, von 1880 bis 1882 war er zwecks weiterführender Studien freigestellt. Von 1882 bis 1900 arbeitete er in Celena und Bergamo als Lehrer und in der Priesterausbildung. Er war einer der Mitgründer der Gesellschaft der Katholischen Universitäten. 1901 erhielt er die Ernennung zum Erzpriester in Clusone. Er leitete bis 1910 zusätzlich die Pfarrei Sankt Alexander in Colonna und arbeitete für die Katholische Aktion. Auch war er Mitherausgeber einer katholischen Zeitung.
1910 ernannte ihn Papst Pius X. zum Bischof von Foligno. Die Bischofsweihe spendete ihm Giacomo Radini Tedeschi, der Bischof von Bergamo am 16. Mai 1910. Mitkonsekratoren waren Luigi Spandre (Bischof von Asti) und Antonio Padovani (Titularbischof von Canopus). 1914 wurde Giorgio Gusmini Erzbischof von Bologna. Im Konsistorium am 6. Dezember 1915 nahm ihn Papst Benedikt XV. als Kardinalpriester mit der Titelkirche Santa Susanna in das Kardinalskollegium auf. Giorgio Gusmini starb am 24. August 1921 in Bologna und wurde auf dem dortigen Kartäuserfriedhof bestattet. 1923 wurden seine Gebeine in die Kathedrale von Bologna überführt.